# Symbole religieux

Liste de symboles religieux

Un symbole religieux est une représentation schématisée renvoyant à une croyance, un rite, ou un épisode des textes sacrés d'une religion donnée.
Le caractère fédérateur des icônes et représentations symboliques rend séduisant l'usage de symboles pour se référer à une croyance. Les religions dites païennes par les locuteurs se référant aux trois monothéismes se sont parées de symboles sur leurs armes et bijoux précieux, comme autant d'amulettes magiques renvoyant à la force ou aux pouvoirs de leurs divinités totémiques ou tutélaires. 
Le sanglier représenté sur les armes d'un guerrier gaulois était censé lui procurer la force de l'animal.